# (9068) 1993 OD
1993 أو دي (ويعرف أيضًا باسم (9068) 1993 أو دي وفق تسمية الكوكب الصغير) (بالإنجليزية: 1993 OD)‏ هو كويكب ضمن حزام الكويكبات؛ وترتيبه 9068 من حيث الاكتشاف.
اكتُشف هذا الجُرم الفلكي بواسطة اليانور إف. هيلين في 16 يوليو 1993.

## وصلات خارجية
- (9068) 1993 OD في قاعدة بيانات مختبر الدفع النفاث لأجرام النظام الشمسي الصغيرة

- الاكتشاف · مخطط المدار ·  العناصر المدارية · المعلمات المادية

- (9068) 1993 OD على موقع ويكي سكاي: DSS2, SDSS, GALEX, IRAS, Hydrogen α, X-Ray, Astrophoto, Sky Map, Articles and images